# Simulium parimaensis
Simulium parimaensis är en tvåvingeart som beskrevs av Perez, Yarzabal och Takaoka 1986. Simulium parimaensis ingår i släktet Simulium och familjen knott.
Artens utbredningsområde är Venezuela. Inga underarter finns listade i Catalogue of Life.